# Lista do patrimônio histórico no Paraná
A lista do patrimônio histórico no Paraná reúne itens do patrimônio histórico do estado brasileiro do Paraná, que foram tombados em nível estadual pela "Coordenação do Patrimônio Cultural" (CPC/SEEC), "setor da Secretaria da Cultura do Governo do Paraná" (SEEC) e, em nível nacional tombados pelo IPHAN, no contexto de preservação do patrimônio histórico-cultural brasileiro.
| Imagem | Bem                                                                      | Fundação | Arquitetura | Localização           | Coordenadas                                       | Tipo                                                            | Tombamento                   | Data Tmbamento | Referência |
| ------ | ------------------------------------------------------------------------ | -------- | ----------- | --------------------- | ------------------------------------------------- | --------------------------------------------------------------- | ---------------------------- | -------------- | ---------- |
|        | Parque Nacional do Iguaçu                                                |          |             | Foz do Iguaçu Paraná  | 25° 41′ 00″ S, 54° 26′ 00″ O 25° 30′ S, 53° 48′ O | parque nacional Património Mundial da Unesco património natural | Património Mundial da Unesco |                |            |
|        | Casa-Sede da Fazenda Florestal                                           |          |             | Irati Paraná          | 25° 27′ 23″ S, 50° 35′ 03″ O                      | património histórico fazenda                                    | bem tombado pela CPC-PR      |                |            |
|        | Edifício-Sede da Prefeitura Municipal de Jaguariaíva                     |          |             | Jaguariaíva Paraná    | 24° 14′ 58″ S, 49° 42′ 21″ O                      | património histórico                                            | bem tombado pela CPC-PR      |                |            |
|        | Reserva Particular do Patrimônio Natural Salto Morato                    |          |             | Paraná Guaraqueçaba   | 25° 10′ 54″ S, 48° 17′ 52″ O                      | Reserva Particular do Patrimônio Natural património natural     | parte do Património Mundial  |                |            |
|        | Conjunto Marumbi                                                         |          |             | Paraná                | 25° 27′ 02″ S, 48° 54′ 58″ O                      | espaço verde maciço património natural                          | parte do Património Mundial  |                |            |
|        | Estação Ecológica da Ilha do Mel                                         |          |             | Paraná                | 25° 30′ 39″ S, 48° 20′ 36″ O                      | Estação Ecológica património natural                            | parte do Património Mundial  |                |            |
|        | Estação Ecológica do Guaraguaçu                                          |          |             | Paraná                | 25° 37′ 18″ S, 48° 30′ 21″ O                      | Estação Ecológica património natural                            | parte do Património Mundial  |                |            |
|        | Reservas de Mata Atlântica do Sudeste                                    |          |             | São Paulo Paraná      | 24° 10′ 00″ S, 48° 00′ 00″ O                      | reserva natural floresta património natural                     | Património Mundial da Unesco |                |            |
|        | Capela de Nossa Senhora do Perpétuo Socorro de Harmonia (Telêmaco Borba) |          |             | Telêmaco Borba Paraná | 24° 17′ 51″ S, 50° 36′ 08″ O                      | capela património histórico                                     |                              |                |            |

∑ 9 items.